# Гюттинген (Тургау)
Гюттинген (нем. Güttingen TG) — коммуна в Швейцарии, в кантоне Тургау.
Входит в состав округа Кройцлинген. Население составляет 1389 человек (на 31 декабря 2007 года). Официальный код — 4656.